# Акерли, Пол
Пол Дуглас Акерли (англ. Paul Douglas Ackerley, 16 мая 1949, Ашбертон, Новая Зеландия — 3 мая 2011, Веллингтон, Новая Зеландия) — новозеландский хоккеист (хоккей на траве), полузащитник, тренер.

## Биография
Пол Акерли родился 16 мая 1949 года в новозеландском городе Ашбертон. Вырос в Данидине.
Играл в хоккей на траве за «Юнивёрсити оф Кентербери» из Крайстчёрча.
В 1974—1977 годах участвовал в 25 матчах сборной Новой Зеландии.
В 1976 году вошёл в состав сборной Новой Зеландии по хоккею на траве на летних Олимпийских играх в Монреале и завоевал золотую медаль. Играл на позиции полузащитника, провёл 7 матчей, мячей не забивал.
В 1980 году вошёл в состав сборной Новой Зеландии по хоккею на траве на летние Олимпийские игры в Москве, но новозеландцы бойкотировали их.
По образованию Акерли был учителем, окончил университет Кентербери. Работал учителем математики в средней школе Линвуд в Крайстчёрче, затем заведующим кафедрой математики в колледже Аватапу в Палмерстон-Норт. В 90-х годах работал в инспекции Министерства образования Новой Зеландии, в 2002—2004 годах занимался разработкой национального сертификата достижений в области образования. С 2004 года работал в спортивном секторе Министерства образования старшим консультантом, затем в Новозеландском отделе спорта и отдыха в Веллингтоне. 
Как хоккейный тренер особенно много работал с женщинами, на протяжении шести лет руководил женской сборной Новой Зеландии, в том числе в 1998 году на чемпионате мира в Утрехте и Играх Содружества в Куала-Лумпуре. С последних соревнований его команда привезла бронзовую медаль. Также тренировал женскую команду Веллингтона.
Умер 3 мая 2011 года в Веллингтоне из-за рака кожи.

## Память
В 1990 году в составе сборной Новой Зеландии, выигравшей Олимпиаду, введён в Новозеландский спортивный Зал славы.